# Damot
Il Damot (geʽez: ዳሞት) è una regione storica situata in Etiopia occidentale. La regione era situata a sud del Goggiam e copriva la maggior parte dell'Uollega fino alla regione Wolaita. Fino al XIV secolo fu un regno indipendente, prima della sua conquista da parte dell'imperatore abissino Amda Seyon I, dopo di che avrebbe servito come un'importante regione all'interno dell'Impero abissino durante il periodo medievale.

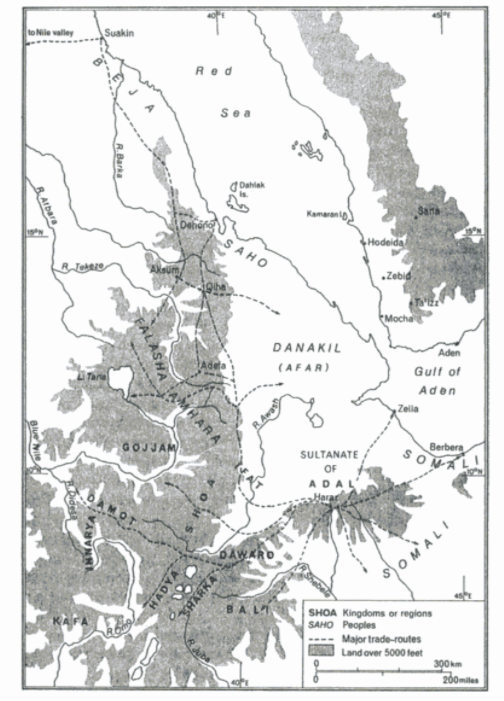
Mappa medievale nel Corno d'Africa, dove sono visibili Damot, Innarya e Kaffa

## Storia

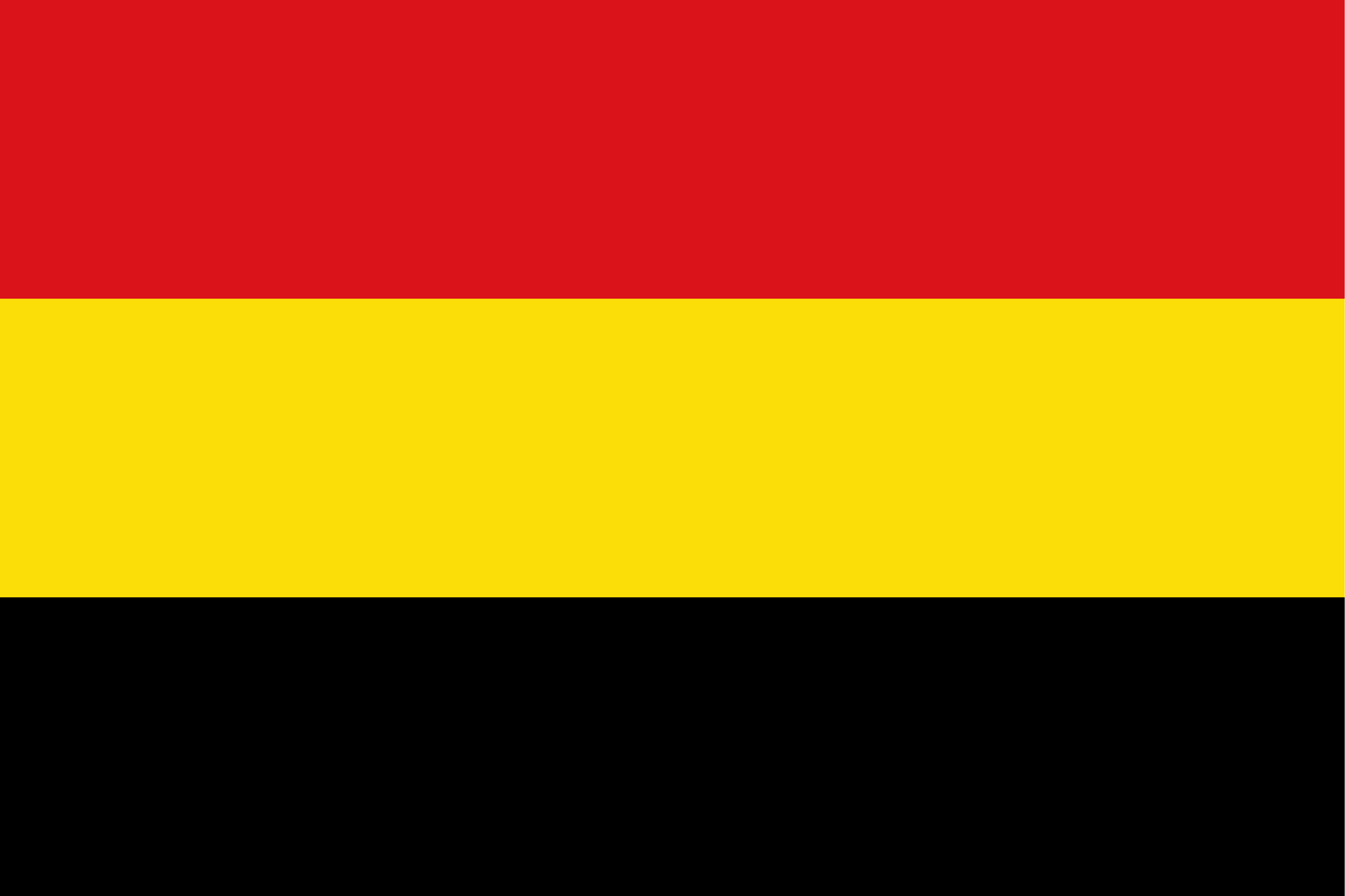
Tricolore tradizionale del Damot

Damot era il nome dato a un territorio situato a sud del Nilo Azzurro e a sud ovest dello Scioà. La zona era originariamente interamente abitata da un gruppo etnico pagano di lingua omotica settentrionale.
Alcuni studiosi sostengono che il Regno di Damot fosse equivalente al Regno di Wolaita, identificando in Motolomi Sato il suo sovrano più celebre. Motolomi, conosciuto anche come Kawo Motolomi Sato, fu il fondatore e uno dei re più importanti del Regno di Wolaita. Appartenente alla dinastia Wolata Malla, regnò nel XII secolo su una vasta area dell’attuale Etiopia, sotto l’egida del regno di Damot. Figlio del re Sato e membro della nobile e valorosa famiglia Wolaita-Malla, Kawo Motolomi fu un sovrano espansionista, e il centro del suo potere era situato sulla cima del monte Damot, da cui derivò il nome del regno stesso. Il suo palazzo, Xaazza Garuwaa, fu oggetto di assedi da parte di forze armate composte da cavalleria e fanteria. La dinastia Malla, a cui apparteneva, dominò la regione fino al XVI secolo, quando fu sostituita dalla dinastia Tigre Malla durante le invasioni degli Oromo.
Sembra che il sistema politico sviluppò contatti con il regno Agau della dinastia Zaguè all'inizio del Medioevo, come testimonia un testo religioso del XV secolo in cui un sovrano Zaguè inviò una spedizione nel Damot. Più o meno nello stesso periodo la Chiesa ortodossa etiope iniziò a tentare di fare proselitismo nella regione, inviando missionari come Tekle Haymanot che, secondo la tradizione, convertì il sovrano di Damot al cristianesimo. La regione venne poi annessa all'Etiopia dopo la sua conquista da parte di Amda Seyon I nel 1316-17. Il Damot viene menzionato in seguito nelle cronache di Amda Seyon, poiché diverse unità del suo esercito furono chiamate dalla provincia di Damot. I guerrieri Damot parteciparono alle crociate di Amda Seyon contro i musulmani di Ifat e Adal a est.
Il Damot ebbe un ruolo importante nel commercio del Corno d'Africa, poiché si dice che il territorio fosse un'importante fonte di oro. Ibn Sa'id al-Maghribi sostiene che l'oro e i metalli rari provenienti da questa provincia venivano esportati fino a Zeila. L'esploratore portoghese Francisco Álvares, che visitò la provincia all'inizio del XVI secolo, la descrisse come "molto grande" e che la zona produceva "abbondanza di provviste" come zenzero, uva e pesche, nonché "molte pecore grasse e mucche di grandi dimensioni".
Nel 1531 il Damot fu conquistato dall'Imam Ahmad ibn Ibrahim di Adal che poi nominò Gasa Umar suo governatore. I guerrieri del Damot parteciparono alle prime battaglie contro Adal, ma uno dei generali adaliti liquidò con disprezzo la partecipazione dei soldati del Damot, dichiarandoli nient'altro che capaci di coltivare la terra, tagliare gli alberi e trasportare legna, ma completamente ignoranti della guerra. Dopo la morte dell'Imam nel 1543, l'imperatore Gelawdewos avrebbe infine ripristinato il dominio imperiale sulla provincia. Anche l'imperatore Sarsa Dengel visitò la provincia in numerose occasioni e molti guerrieri del Damot prestarono servizio nei suoi eserciti e furono impegnati, ad esempio, contro gli Oromo a Waj nel 1572.
Il Damot fu profondamente influenzato dalle invasioni degli Oromo. Gli Oromo raggiunsero l'area, secondo Bahrey, sotto la guida di Birmaje (1578–1586). Bahrey afferma che il clan Boran circondò la provincia, "ridusse in schiavitù gli uomini e portò via il bestiame". L'avanzata Oromo fu menzionata anche nelle cronache di Sarsa Dengel, che riporta che la regione di Damot era sotto l'occupazione degli Oromo Machaa. Secondo Manuel de Almeida, molte persone fuggirono dal Damot andando a stabilirsi a nord del Fiume Azzurro; tra di loro vi erano gli antenati di coloro che oggi sono conosciuti come gli Shinasha. Una conseguenza di questa migrazione fu che il termine Damot venne da allora utilizzato nella storiografia anche per indicare aree del Goggiam, benché non sia noto quando esattamente avvenne tale cambiamento.